# Стена Плача
Стена Плача (ивр. הַכֹּתֶל הַמַעֲרָבִי‎, сефард. ха-котель ха-маарави, ашкеназ. косель), также Западная Стена — часть древней стены (длиной 485 м) вокруг западного склона Храмовой горы в Старом городе Иерусалима, уцелевшая после разрушения Второго Храма римлянами в 70 году н. э. Святыня иудаизма вне самой Храмовой Горы.
В течение многих веков является символом веры и надежды многих поколений евреев, местом их паломничества и молитв. Самый ранний источник, связывающий евреев со Стеной, датируется IV веком. С созданием сионистского движения в начале XX века, Стена стала одной из причин трений между еврейским сообществом и мусульманскими религиозными лидерами.

## Происхождение названия
Ранние еврейские тексты упоминают о «западной стене Храма» — однако есть сомнения, имеется ли в виду в этих текстах нынешняя Западная Стена или иная стена, стоявшая внутри Храмового комплекса. Самое раннее еврейское упоминание термина «Западная Стена», явно относящееся к стене, которую мы видим сегодня, датируется XI веком и принадлежит Ахимаацу бен Палтиелю.
Термин «Стена Плача» является переводом арабского el-Mabka, или «Место Стенаний» — традиционного арабского наименования стены. Это определение происходит от еврейского обычая приходить к этому месту стенать и оплакивать разрушение Храма.
Вот как ответил на вопрос «Почему святыня иудаизма так называется?» Рав Реувен Куклин:

Стена Плача — это единственный фрагмент стены Храмовой Горы, который сохранился до наших дней. В мидраше, который был записан 2 тысячи лет назад, сказано, что Творец поклялся: эта часть стены не будет разрушена. В принципе, сама стена как таковая не является святыней иудаизма. Святыня евреев — это Храм, который был построен на Храмовой Горе. Значение этой стены для евреев, живущих после разрушения Храма, заключается в том, что она — единственное, что осталось от Храма. Однако в мидраше (Бэмидбар Рабба 11, 2) сказано, что от этой стены никогда не отходит Шхина (Божественное присутствие).
На иврите она не называется «Стеной Плача». Её название — Котэль Маарави, что в переводе на русский означает «Западная Стена». И так её часто называют на английском — The Western Wall. Её называют так, так как это фрагмент западной стены, окружавшей Храмовую Гору.

Арабы же, видя, что евреи приходят к стене молиться Всевышнему и плакать о разрушении Храма, прозвали её «Стеной Плача». Отсюда пошло её название и в некоторых других языках, например, в английском (The Wailing Wall) и в русском.
Наименование «Стена Плача» и такие определения, как «место плача», регулярно появляются в английской литературе в течение XIX века. Во французском языке использовался термин Mur des Lamentations, в немецком — Klagemauer.

## Местоположение и размеры
Обычно под Западной Стеной понимается 57 метров открытого фрагмента древней стены, расположенной на западном склоне Храмовой Горы. Этот фрагмент выходит фасадом на большую площадь в Еврейском Квартале и отведён для молитвы. Однако в полную свою величину та часть Западной Стены, которая выступает над землёй, тянется на 488 метров, и на большей протяжённости скрыта за жилыми постройками, возведёнными по её длине вдоль всего склона Храмовой Горы. Другие открытые фрагменты включают в себя южную часть Стены, насчитывающую примерно 80 метров, и ещё один, гораздо более короткий, восьмиметровый фрагмент, известный, как Маленькая Западная Стена, расположенный близ Железных Ворот в Мусульманском квартале Старого Города.
Полная высота Стены от её основания в районе Площади Западной Стены оценивается в 32 метра, при этом открытый фрагмент составляет примерно 19 метров в высоту. Стена состоит из 45 слоёв камня, 28 из которых находятся над землёй и 17 под землёй. Первые семь видимых слоёв относятся к Иродианскому периоду. Этот фрагмент стены сложен без скрепляющего раствора из колоссальных гладко обтёсанных камней из известняка мелек (мелеке), добытых, возможно, либо из Пещеры Седекии, расположенной под Мусульманским Кварталом, либо из Рамат Шломо в четырёх километрах к северо-западу от Старого Города. Средняя высота камней — 1—1,2 м, длина — 1,5—3 м. Большая их часть весит от двух до шести тонн каждый, а остальные весят ещё больше — включая один экстраординарный, так называемый Западный камень, расположенный в северной части Арки Уилсона. Его длина — 13,5 метров, а оценки веса доходят до 570 тонн. Каждый из этих камней на лицевой стороне окружён слегка выступающими прямоугольными филёнками тонкой резки. Сами филёнки насчитывают от 5 до 20 сантиметров в ширину, в то время как их глубина составляет 1,5 сантиметра.
В иродианский период верхние 10 метров стены составляли 1 метр в ширину и служили второй стеной двойной колоннады плато. Эта верхняя часть была декорирована пилястрами, остатки которых были уничтожены, когда в 628 г. византийцы отвоевали Иерусалим у персов и их еврейских союзников.

## История

### Возведение, 19 г. до н. э.
Согласно Танаху, Храм Соломона был построен на вершине Храмовой Горы в X веке до н. э. и разрушен вавилонянами в 586 г. до н. э., а Второй Храм завершён и освящён в 516 г. до н. э. Около 19 г. до н. э. Ирод Великий (37—4 годы до н. э.) начал широкомасштабный проект расширения Храмовой Горы. В дополнение к реновации и увеличению размеров Храма, он искусственным путём расширил маленькое квазиестественное плато, на котором стояли Первый и Второй Храмы, до обширных размеров Храмовой Горы в её нынешнем виде. Это повлекло за собой увеличение размеров огороженного пространства; по периметру этой платформы шла опорная стена, поддерживавшая земляную насыпь, которая была насыпана для увеличения площади Храмовой горы. Сегодняшняя Западная Стена как раз и является частью этой опорной стены. Для придания стене большей устойчивости против давления земляных масс насыпи, каждый последующий ряд кладки отступает вглубь от предыдущего.
В 2011 г. израильские археологи объявили об обнаружении римских монет, отчеканенных много позже смерти Ирода, под массивными камнями в фундаменте южной части Стены внутри ритуальной ванны, которая предшествовала по времени сооружению обновлённого комплекса Храмовой Горы и была заполнена, чтобы обеспечить основу для новых стен. Это указывает на то, что Ирод построил не всю стену и что к моменту его смерти строительство не было даже близко к завершению. Эти находки подтверждают описание историка Иосифа Флавия, согласно которым строительные работы были закончены лишь во времена правления царя Агриппы II, правнука Ирода. Согласно общепринятому мнению, Иродом Великим построено чуть больше половины стены, датируемой концом периода Второго Храма, включая 17 её слоёв, находящихся ниже уровня нынешней площади.
Храм Ирода был разрушен Римской империей, вместе с остальным Иерусалимом, в 70 г. н. э., во время Первой Иудейской войны.

### Римская империяи возникновениехристианства, 100—500 г. н. э.
В первые века Новой Эры, после подавления римлянами восстания Бар-Кохбы в 135 г. н. э., императорским декретом евреям было запрещено проживать в Иерусалиме. Имеются некоторые доказательства того, что во II и III веках римские императоры давали им разрешение посещать город для совершения богослужений на Масличной Горе, а иногда и на самой Храмовой Горе. Когда при Константине I империя стала христианской, они получили разрешение входить в город лишь один раз в году, на Тиша Б’Ав, дабы возле стены оплакивать утрату Храма и горько сокрушаться о судьбе своего народа. «Бордосский Пилигрим», написанный в 333 г. н. э., позволяет предположить, что, возможно, это происходило возле продырявленного камня или Скалы Мория, «к которой евреи приходят каждый год и умащают её, сокрушаются о себе со стонами, разрывают свои одеяния, и так уходят». До наших дней дошли схожие описания, включая таковые Отца Церкви Григория Назианзина и Иеронима в его комментарии к Софонии, написанном в 392 г. н. э. Христианские источники IV века отмечают, что евреи сталкивались с огромными трудностями при покупке права молиться возле Западной Стены, хотя бы в день Девятого Ава. В 425 г. н. э. евреи Галилеи написали византийской императрице Элии Евдокии, прося разрешения молиться близ руин Храма. Разрешение было дано, и евреям было вновь официально позволено селиться в Иерусалиме.

### Средние века, 500—1500 гг.
По мере того, как нижние ряды кладки Ирода Великого покрывались земляными наносами, стена надстраивалась. Следующие четыре слоя были добавлены Омейядами в VII веке.
Незадолго до начала периода крестовых войн на этом месте стояла синагога. Еврейский паломник Исаак Чело (1334) пишет об арабском царе, отвоевавшем Палестину у христиан. (Возможно, он имеет в виду завоевание Иерусалима Умаром в 637 г.) Царь дал клятву, что, если ему удастся завоевать Иерусалим, он восстановит руины Храма. После своей победы он стал разыскивать руины, но они были скрыты под грудами мусора. К царю приблизился старик, говоря: «Я скажу тебе, где лежит Храм — но я хочу, чтобы ты поклялся, что оставишь нам Западную Стену». После того как царь дал обещание, ему показали, где лежали погребённые под землёй руины. Царь приказал очистить это место и «построил грандиозную мечеть, и оставил Западную Стену евреям, которые припадали к ней для молитвы».
Вскоре после осады Иерусалима, в 1193 г., сын и преемник Саладина аль-Афдал выделил прилегающий к стене участок земли в благотворительный фонд (вакф). Он был назван в честь выдающегося мистика Абу Мадьян Шу’аиба и посвящён Марокканским поселенцам, которые там обосновались. Дома были построены на расстоянии всего четырёх метров от стены.
Рабби Обадия из Бертиноро, писавший в 1488 г., утверждает, что «Западная Стена, часть которой всё ещё стоит, сделана из огромных, толстых камней — больше любых, какие я видел в зданиях древности в Риме или в других землях».

### Оттоманский период, 1517—1917 гг.
В 1517 г., при Селиме I, турецкая Османская империя отвоевала Иерусалим у мамлюков, владевших им с 1250 г. Османские турки демонстрировали доброжелательное отношение к евреям, приветливо приняв у себя тысячи еврейских беженцев, недавно (в 1492) изгнанных из Испании Фердинандом II Арагонским и Изабеллой I Кастильской. Султан Сулейман Великолепный приказал построить вокруг всего города колоссальную крепостную стену — сегодняшнюю стену Старого Города.
Существуют различные описания усилий, предпринятых Сулейманом, чтобы определить местонахождение руин Храма. Рабби Элиезер Нахман Пуах (около 1540 г.) сообщает:

«Мне говорили, что во дни Султана Сулеймана местоположение Храма было неизвестно, и Султан обыскал каждый уголок Иерусалима, стремясь найти его. Однажды человек, отвечавший за эту работу, в отчаянии после длительных бесплодных поисков и расспросов, увидел подходящую женщину, нёсшую на голове корзину мусора и отбросов. Он спросил её: „Что ты несёшь на своей голове?“ — и она ответила: „Мусор“.
„И куда ты несёшь его?“

„В место такое-то и такое-то.“

„Где ты живёшь?“

„В Вифлееме.“

„Разве нет мусорной кучи между Вифлеемом и этим местом?“

„Такова наша традиция, что кто бы ни принёс немного мусора на это место — совершает благое дело.“

Любопытство чиновника было возбуждено, и он приказал великому числу людей убрать мусор с того места … и святыня открылась взорам. Когда Султан узнал об этом, он возрадовался великой радостью и приказал подмести Синан и окропить это место, а Западную Стену омыть розовой водой…»
Во второй половине XVI века Сулейман Великолепный дал евреям право совершать молитвы у Западной Стены и приказал своему придворному архитектору Мимару Синану построить для них там ораторий.
В 1625 году учёным, имя которого не сохранилось, были впервые упомянуты организованные молитвы у Стены. Рабби Гедалия из Семитизи, отправившийся в Иерусалим в 1699 г., пишет, что свитки Закона приносились к Стене по случаям общественных волнений и бедствий.
С течением столетий земля, прилегающая к Стене, стала застраиваться. Публичный доступ к Стене осуществлялся через Марокканский Квартал — лабиринт узких переулков. В мае 1840 года изданный Ибрагимом Пашой фирман запретил евреям пролагать проход перед Стеной. Он также предостерёг их от «повышения там своего голоса и демонстрирования своих книг». Им было, однако, разрешено «наносить к ней визиты, как встарь».
Рабби Иосиф Шварц, писавший в середине XIX века, отмечает:

«Эта стена посещается всеми нашими братьями в каждый праздник и торжество; и большое пространство у её подножия часто заполнено столь плотно, что все не могут поклоняться здесь одновременно. Она также посещается, хотя в меньших количествах, каждым пятничным вечером, а некоторыми почти ежедневно. Магометане не досаждают никому во время этих посещений, ибо у нас есть очень старый фирман константинопольского Султана о том, что доступ не должен нам воспрещаться, хотя Порта получает за эту привилегию специальный налог — который, однако, весьма несуществен».
К оттоманскому периоду относятся следующие (после Омейядских) четырнадцать слоёв кладки стены (к началу XIX века над поверхностью земли оставались лишь пять верхних рядов иродианской кладки). Их добавление приписывается (скорее всего, ошибочно) сэру Моисею Монтефиоре, который якобы в 1866 г. организовал добавление дополнительных слоёв «для создания тени и защиты от дождя всех приходящих молиться близ священных остатков нашего Храма». (Последние, верхние три слоя были положены Муфтием Иерусалима до 1967 года).
С течением времени рост числа людей, собирающихся в этом месте, привёл к напряжённости в отношениях между еврейскими посетителями, желавшими более лёгкого доступа и большего пространства, и местными жителями, жаловавшимися на шум. Это положило начало попыткам евреев получить право собственности на землю, прилегающую к Стене.
В конце 1830-х гг. богатый еврей по имени Шемария Лурия попытался приобрести дома возле Стены, но потерпел неудачу, как и еврейский мудрец Абдулла из Бомбея, попытавшийся купить Западную Стену в 1850-х годах. В 1869 году в Иерусалиме поселился Рабби Гилель Моше Гелбштейн. Он организовал доставку к стене в ежедневном режиме скамей и столов для организованных им учебных групп и миньяна, который он возглавлял там в течение многих лет. Он также разработал план, которым предполагалось приобретение некоторых из выходящих к Стене дворов, с намерением учреждения трёх синагог — по одной для Сефардов, Хасидов и Фарисеев. Также он попытался возродить древнюю практику «почётного караула», который, согласно мишне (в Трактате Миддот), был расставлен вокруг Храмовой Горы. Он снял дом возле Стены и нанял мужчин, чтобы они несли там караул, а также у различных других ворот вокруг горы. Однако этот порядок просуществовал лишь непродолжительное время, из-за недостатка средств или же сопротивления арабов. В 1874 году Мордехай Росанес оплатил повторное мощение примыкающей к Стене дорожки.
В 1877 году Муфтий Иерусалима принял предложение евреев купить Марокканский Квартал, однако распри внутри еврейского сообщества не позволили соглашению реализоваться. В 1887 году многообещающая попытка была предпринята бароном Ротшильдом, разработавшим план покупки и разрушения Марокканского Квартала «в честь еврейского народа и в ознаменование его заслуг». Предложение о покупке было рассмотрено и одобрено оттоманским губернатором Иерусалима Рауфом Пашой и Муфтием Иерусалима Мохаммедом Тахиром Хуссейни. Однако даже после того, как от высшей светской и мусульманской религиозной властей было получено разрешение на осуществление проекта, сделка была «положена на полку», после того как власти настояли на том, что после разрушения квартала там не должно осуществляться никакого строительства — что бы ни предполагалось построить; можно было лишь посадить деревья для украшения территории. К тому же евреи не получили бы полного контроля над нею. Это означало, что у них не было бы полномочий запретить кому бы то ни было использовать площадь для совершения различных действий, — включая проезд на мулах, — что привело бы к нарушению покоя молящихся. Другие сообщения относят неудачу проекта на счёт внутренних разногласий между евреями, относительно того, не повлечёт ли за собой этот план нежелательную реакцию со стороны арабов.
В 1895 году ивритский лингвист и издатель Рабби Хаим Хиршензон оказался вовлечён в неудавшуюся попытку покупки Западной Стены и потерял все свои активы. Даже попытки Компании Развития Земель Палестины приобрести для евреев территорию, прилегающую к Западной Стене, перед самым началом Первой мировой войны, так и не принесли плодов.
В течение первых двух месяцев, последовавших за вступлением Оттоманской империи в Первую мировую войну, турецкий губернатор Иерусалима Закей Бей предложил продать евреям Марокканский Квартал, состоявший из примерно 25 домов, дабы расширить территорию, доступную им для молитвы. Он запросил плату в 20 000,00 фунтов, которые должны были пойти как на переселение мусульманских семей, так и на разбивку напротив Стены общественного сада. Однако проживавшие в городе евреи не могли собрать необходимую сумму. Несколькими месяцами позже, в результате давления, оказывавшегося арабами-мусульманами на турецкие власти Иерусалима, евреям было официальным декретом запрещено размещать возле стены скамьи и зажигать свечи. Против этого неприятного поворота в отношениях выступил Хахам Баши, которому удалось добиться отмены запрета. В 1915 году появилось сообщение о том, что командующий турецкой армией Джемал Паша закрыл Стену для посещений по санитарным соображениям.

#### Изданные в связи со Стеной фирманы
| Год        | Кем издан                   | Содержание |
| ---------- | --------------------------- | --- |
| около 1560 | Сулейман Великолепный       | Официальное признание права евреев молиться возле Стены. |
| 1840       | Ибрагим Паша Египетский     | Запрет евреям пролагать проход возле стены. Также предостерегал их от «повышения там голоса и демонстрирования своих книг». Им, однако, было разрешено «наносить к ней визиты, как встарь».                        |
| 1841*      | Ибрагим Паша Египетский     | Того же содержания и сходный с двумя другими, от 1893 и 1909 г.г. |
| 1889*      | Абдул Хамид II              | О недопущении причинения помех евреям в местах, посещаемых ими с целью поклонения и паломничества, расположенных в местностях, находящихся в ведении Главного Раввината — равно как и при отправлении их ритуалов. |
| 1893*      |                             | Подтверждает фирман от 1889 г. |
| 1909*      |                             | Подтверждает фирман от 1889 г. |
| 1911       | Административный совет Ливы | Запрет евреям исполнять у Стены некоторые вспомогательные действия. |

* Эти фирманы были процитированы еврейскими представителями в Международной Комиссии 1930 г. в качестве доказательства прав на Стену. Мусульманские власти ответили возражением о том, что исторические документы, санкционировавшие еврейское присутствие, были актами толерантности, проявленной мусульманами, которые, совершая таковые, не предоставляли никаких позитивных прав.

### Британское правление 1917—1948 годов
В декабре 1917 г. британские войска под командованием Эдмунда Алленби захватили Иерусалим у турок. Алленби дал обещание, что «каждая священная постройка, памятник, святое место, святыня, территория, связанная с традицией, пожертвование, завещанная по благочестию собственность или традиционное место молитвы, относящиеся к какой бы то ни было форме трёх религий, будут сохранены и защищены согласно существующим традициям и верованиям тех, для чьей веры они священны».
В 1919 году сионистский лидер Хаим Вейцман, стремясь дать евреям возможность получить беспрепятственный доступ к их святому месту, обратился к британскому Военному Губернатору Иерусалима, полковнику сэру Рональду Сторрсу, с предложением от 75 000,00 до 100 000,00 фунтов (примерно 5 млн фунтов в современных[уточнить на какой момент] ценах) за приобретение территории у подножия Стены и переселение жителей. Сторрс отнёсся к этой идее с большим энтузиазмом, поскольку он надеялся, что часть денег будет потрачена на развитие мусульманского образования. Начавшиеся оптимистично, переговоры сорвались в результате мощной мусульманской оппозиции. Два десятилетия спустя Сторрс писал:

«Принятие этих предложений, будь оно претворено в жизнь, искупило бы годы омерзительных унижений — включая осквернение Стены и мостовой, и беззастенчивый рёв трагикомического арабского оркестра во время еврейской молитвы — достигших кульминации в ужасных вспышках произвола в 1929 г.»
В начале 1920 г. возникли первые еврейско-арабские разногласия по поводу Стены, когда мусульманские власти проводили на её верхних уровнях небольшие ремонтные работы. Евреи, соглашаясь с необходимостью работ, обратились к британцам с прошением о том, чтобы они проводились под надзором недавно сформированного Департамента Древностей, поскольку Стена является древней реликвией.
В 1926 г. другая бесплодная попытка была предпринята Сионистским Администратором Палестины полковником Ф. Х. Кишем, который замыслил покупку всей прилегающей к Стене территории с целью создания открытого пространства, с местами, на которых могли бы сидеть престарелые молящиеся. В 1928 г. Сионистская Организация сообщала, что Верховный Комиссар Палестины Джон Ченселор считает, что Западная Стена должна перейти под контроль евреев, и удивляется, «почему ни один великий еврейский филантроп ещё не купил её».

#### Беспорядки 1928 года
В 1922 году соглашение о статус кво, изданное мандатными властями, наложило запрет на размещение возле Стены скамей или кресел. Последний прецедент подобного запрета имел место в 1915 году, но оттоманский декрет был вскоре отозван (после вмешательства Хахам Баши). В 1928 г. Районный Комиссар Иерусалима Эдвард Кейт-Роуч согласился на просьбу арабов о претворении запрета в жизнь. Это привело к размещению у Стены британского офицера, следящего за тем, чтобы там не усаживались евреи. Также евреям не было разрешено разделять мужчин и женщин ширмами (мехицами). В действительности возник гибкий modus vivendi: такие ширмы устанавливались время от времени, когда на молитвы собирались большие количества людей.
28 сентября 1928 года, в праздник Йом Кипур, британская полиция прибегла к силе для удаления мехицы, использовавшейся для разделения мужчин и женщин во время молитвы. Женщины, пытавшиеся помешать разборке ширмы, были избиты полицией, применившей куски сломанной деревянной рамы в качестве дубинок. Затем из-под престарелых молящихся были выдернуты кресла. Этот эпизод оказался в центре международных новостей, и по всему миру евреи выступили с осуждением действий британцев. Верховный раввин ультраортодоксальных евреев Иерусалима издал письмо от имени своего сообщества, Эда Харедит и Агудат Исроэль с резким осуждением осквернения святого места. Различные общественные лидеры призвали ко всеобщей забастовке. Большой митинг состоялся в Ешиве Эц Хаим, после которого рассерженная толпа атаковала местный полицейский участок, в котором, по их убеждению, скрывался британский офицер, связанный с позорной акцией.
Комиссар Эдвард Кейт-Роуч описал ширму как нарушающую оттоманский статус кво, воспрещавший евреям сооружать в зоне Западной Стены какие бы то ни было конструкции. Он проинформировал еврейское сообщество о том, что её удаление было осуществлено по его приказу после получения жалобы от Верховного Мусульманского Совета. Арабов беспокоило, не пытаются ли евреи распространить свои права на Стену и не намереваются ли посредством этого шага в конечном счёте завладеть мечетью Аль-Акса. Британское правительство издало заявление с объяснением инцидента, возложив ответственность на находившегося возле стены еврейского габбая. В заявлении подчёркивалось, что удаление ширмы было необходимо, однако выражалось сожаление по поводу последовавших за тем событий.
Широкомасштабная арабская кампания протестов против предполагаемых козней евреев с намерением завладеть мечетью Аль-Акса всколыхнула страну; было создано «Общество для Защиты Мусульманских Святых Мест». В ответ на эти опасения арабов Еврейский Национальный Совет заявил в своём обращении: «Настоящим мы заявляем, настойчиво и искренне, что ни один еврей никогда не помышлял о притязании на права мусульман на их исконные святые места; но и наши арабские братья также должны признать права евреев в отношении тех мест в Палестине, каковые являются святыми для них». Совет также потребовал, чтобы британская администрация экспроприировала Стену для евреев.
Начиная с октября 1928 года, Муфтий Хадж Амин Аль-Хусейни организовал серию мер, призванных продемонстрировать эксклюзивность притязаний арабов на Храмовую Гору и её окрестности. Он приказал начать новое строительство рядом с Западной Стеной и над ней. Британцы дали арабам разрешение переделать прилежащую к Стене постройку в мечеть и добавить минарет. Был назначен муэдзин для исполнения исламского призыва к молитве и суфийских ритуалов в непосредственной близости от Стены. Евреями, молившимися возле Стены, это было воспринято как провокация. Евреи протестовали, напряжение нарастало.
Британцами было проведено расследование беспорядков и исследование принципиальной составляющей спора о Западной Стене, — а именно, прав молящихся евреев приносить к Стене дополнительные принадлежности. Верховный Мусульманский Совет предоставил в поддержку своих притязаний документы, датируемые временами турецкого режима. В то же время, повторные обращения к Главному Раввинату с требованием указать, какие именно принадлежности были разрешены, так и не получили никакого отклика. Раввинат отказался выполнить требование, мотивируя это тем, что евреи имеют право молиться у стены без ограничений. Вслед за этим, в ноябре 1928 г., правительство издало Белую книгу под названием «Западная стена, или Стена плача, в Иерусалиме: Меморандум Государственного Секретаря по Колониям», в которой настаивалось на соблюдении статус кво и содержалось предписание о том, что евреи могут приносить только «те аксессуары, которые были разрешены в турецкие времена».
Несколькими месяцами позже Хадж Амин пожаловался Ченселлору на то, что «евреи приносят к стене скамьи и столы в возрастающих количествах, вбивают в неё гвозди и вешают на них лампы».

#### Палестинские бунты в 1929 году
Летом 1929 года муфтий распорядился проделать выход в южном конце огибавшей Стену дорожки. Прежний «слепой мешок» превратился в сквозной проход, ведший с Храмовой Горы в молитвенную зону возле Стены. Вдоль узкой аллеи стали пасти мулов, часто оставлявших там экскременты. Это, — наряду с другими строительными проектами, ведшимися поблизости, и ограничением доступа к Стене, — привело к тому, что евреи стали направлять британцам протесты; последние остались безучастными.
14 августа 1929 года, после индивидуальных нападений на евреев, молившихся у Стены, 6 000 евреев вышли на демонстрацию в Тель Авиве, выкрикивая «Стена наша». На следующий день — в еврейский праздник Тиша Б’Ав — 300 молодых людей подняли у Стены сионистский флаг с пением сионистского гимна. На следующий день, 16 августа, организованная толпа из 2 000 арабов-мусульман обрушилась на Западную Стену, нанесла ранения габбаю и сожгла молитвенные книги, литургические крепления и записки с просьбами. Бунт распространился на еврейский коммерческий район города, а через несколько дней продолжился Хевронской резнёй.

#### Международная комиссия 1930 г.
В 1930 г., в ответ на бунты 1929 г., британское правительство назначило комиссию «для определения прав и притязаний мусульман и иудеев в отношении Западной Стены, или Стены Плача». Лига Наций утвердила комиссию при том условии, что её члены не будут британцами.
Евреи потребовали от Комиссии совершения следующих действий:
- Зафиксировать признание того утверждаемого с незапамятных времён факта, что Стена Плача есть Святое Место для евреев — не только для евреев Палестины, но также для евреев всего мира.
- Распорядиться о предоставлении евреям права доступа к Стене для богослужения и молитв в соответствии с их ритуалом без вмешательства или помех.
- Распорядиться о позволительности продолжения иудейских служб на условиях благопристойности и соответствия их оформления той священной традиции, которая поддерживается на протяжении многих столетий, без нарушения религиозных прав других конфессий.
- Распорядиться о том, что издание каких бы то ни было ограничений, какие могут оказаться необходимыми в отношении таковых богослужений и молитв, должно быть доверено Палестинскому Раввинату, который должен, таким образом, восстановить свою полную ответственность в этом вопросе, при несении каковой ответственности он может консультироваться с мировым Раввинатом.
- Предложить Мандатным властям, — в случае если члены Комиссии одобрят план, — что им надлежит принять необходимые меры к тому, чтобы собственность, ныне занимаемая Вакфом Мограби, могла быть освобождена, при том что власти Вакфа приняли бы взамен них некие новые здания, которые были бы возведены на каком-то приемлемом участке Иерусалима, так чтобы цели благотворительности, ради которых был принесён в дар Вакф, могли по-прежнему быть достигнуты.

Комиссия отметила, что «Евреи не претендуют ни на какую собственность на Стену или на мостовую подле неё (concluding speech of Jewish Counsel, Minutes, page 908).»
Давид Еллин, свидетельствовавший перед Комиссией, заявил:

«Пред вашим судом стоит сегодня народ, лишённый всего, что дорого и свято для него, со дня своего появления в собственной своей земле — могил своих патриархов, могил своих великих царей, могил своих святых пророков и, превыше всего — места, на котором стоял его великолепный Храм. Всё было отобрано у него, и из всех свидетельств его святости один лишь осколок остаётся доныне: одна сторона крохотной части стены, которая с одной своей стороны граничит с территорией его бывшего Храма. Перед этой стеной из голого камня стоит этот народ под открытым небом, в летнюю жару и зимние дожди, и изливает сердце своё Богу своему на небесах».
Комиссия заключила, что стена, примыкающая мостовая и Марокканский квартал принадлежат исключительно мусульманскому вакфу. Однако евреи имеют право «свободного доступа к Западной Стене для целей богослужения в любое время», при соблюдении некоторых соглашений, ограничивающих перечень объектов, которые можно приносить к Стене, и запрещающих дуть в шофар (что было объявлено противозаконным). Мусульманам было запрещено прерывать иудейские богослужения посредством провода животных или иными способами. В апреле 1930 г. Ицхак Оренштейн, занимавший должность раввина Котеля, зафиксировал, что «Сегодня утром наш учитель, Рабби Йосеф Хаим Зонненфельд, пришёл молиться подле Коселя, и один из присутствовавших там достал маленький стул для Рава, чтобы тот мог отдохнуть на нём несколько мгновений. Однако, не успел Рав сесть, как появился арабский чиновник и выдернул из-под него стул». На протяжении 30-х годов молодые евреи постоянно игнорировали запрет шофара и каждый год по завершении Йом Кипура дули в него, что приводило к их аресту и судебному преследованию. Обычно они подвергались штрафу или приговаривались к тюремному заключению на срок от трёх до шести месяцев.

### Иорданское правление, 1948—67 гг.
Во время Войны за Независимость Израиля в 1948 году, Старый город вместе со всей Храмовой горой и Стеной был оккупирован Трансиорданией. Параграф 8 Соглашения о прекращении огня 1949 г. предоставлял израильским евреям доступ к Западной Стене. Однако в течение последующих 19 лет, несмотря на бесчисленные требования со стороны израильских официальных лиц и еврейских групп к Организации Объединённых Наций и другим международным органам принять меры к тому, чтобы добиться выполнения Соглашения о прекращении огня, Иордания отказывалась соблюдать этот пункт. Ни израильские арабы, ни израильские евреи не могли посещать свои святые места на иорданских территориях. Исключение было сделано для христиан в части участия в христианских церемониях в Вифлееме. Некоторые источники утверждают, что евреи могли посещать стену, только если совершали поездку через Иорданию (что не было доступно израильтянам) и не имели в своих паспортах израильской визы. Там можно было увидеть лишь иорданских солдат и туристов. Местом, на котором евреи собирались для молитвы, стала превосходящая по высоте точка на Горе Сион, с которой можно было видеть Стену. Для тысяч паломников гора, будучи ближайшим к Стене пунктом, находящимся под израильским контролем, стала альтернативным местом проведения традиционной церемонии священнического благословения, которая совершается на Трёх Паломнических Праздниках (Песах, Шавуот и Суккот).

#### Знак «Пр. Аль Бурак (Стена Плача)»
Во время иорданской оккупации Старого города на камнях древней стены был закреплён указатель на арабском и английском языках. Размещённый на трёхметровой высоте, он был составлен из восьми отдельных керамических плиток, на которых сверху значилось «Аль Бурак» — по-арабски, и снизу «Пр. Аль-Бурак (Стена Плача)» — по-английски. Когда в июне 1967 г. к стене подошли израильские солдаты, один из них попытался нацарапать на них ивритские буквы. Jerusalem Post сообщала, что 8 июня Бен-Гурион пришёл к Стене, «с отвращением посмотрел» на указатель: «Это неправильно. Это нужно снять» — и принялся демонтировать его. Этот акт ознаменовал окончательное освобождение Старого Города и возможность для евреев снова иметь доступ к святейшим своим местам. Эмоциональные воспоминания об этом событии приводятся Давидом бен Гурионом и Шимоном Пересом.

### Израильскаяюрисдикция (1967 — н. в.)
Во время Шестидневной войны, в ходе боёв за Иерусалим, израильские войска заняли Старый город, и весь Иерусалим, включая Западную Стену, оказался под контролем Израиля. Ицхак Рабин, пятый премьер-министр Израиля, так описал момент выхода израильских солдат к Стене:

В Шестидневной войне был один момент, символизировавший великую победу: это тот момент, когда первые парашютисты — под командованием Гура — достигли камней Западной Стены, ощущая всю эмоциональность этого места; никогда не было и не будет другого момента, подобного этому. Никто не режиссировал этот момент. Никто не планировал его заранее. Никто его не готовил, и никто не был к нему готов; это было так, словно всё направлялось Провидением: парашютисты, рыдающие — громко и мучительно — по своим товарищам, павшим на пройденном пути, слова молитвы Кадиш, услышанные камнями Западной Стены после 19 лет молчания, слёзы горя, крики радости, и пение «Атиквы».
Согласно Б. Моррису и Эялю Вейцману, в течение сорока восьми часов после захвата Стены военные, — без формального приказа правительства, — спешно приступили к разрушению всего марокканского квартала Муграби, располагавшегося в четырёх метрах от Стены. Чтобы расчистить место для площади, была снесена мечеть Шейха Эида, построенная поверх медресе Афдилайе (названной по имени аль-Афдала) — одной из трёх или четырёх исламских школ Иерусалима, сохранившихся со времён Саладина. 650 человекам — членам 106 арабских семей — было ночью приказано покинуть свои дома. После того как они отказались выполнить приказ, бульдозеры приступили к разрушению построек, что повлекло за собой жертвы: когда бульдозеры расчищали территорию, одна старая женщина погибла под развалинами.
Согласно Эялю Вейцману, Хаим Герцог, позже ставший шестым президентом Израиля, сыграл большую роль в разрушении этого района:

Посетив Стену Плача, мы обнаружили примыкающий к ней туалет … мы решили убрать его, а начав с этого, пришли к выводу, что мы могли бы эвакуировать всю зону перед Стеной Плача … историческая возможность, которая никогда не повторится … Мы знали, что в следующую субботу, 14 июня, будет еврейский праздник Шавуот, и что многие захотят прийти, чтобы молиться … к тому времени всё должно было быть завершено.
Узкая мостовая, выделенная мусульманами для молитв евреев до захвата Старого города Трансиорданией, которая могла вместить максимум 12 000 человек в день, была трансформирована в колоссальную площадь для собраний, на которой могло поместиться более 400 000.
Пыльная площадь тянулась от Стены до Еврейского квартала. Участок Стены, предназначенный для молитв, был продлён на юг до длины, в два раза превышавшей первоначальную — с 30 до 60 метров, в то время как 4-метровое пространство перед стеной выросло до 40 метров. Таким образом маленькая зона перед Стеной площадью в 140 квадратных метров периода до 1967 года стала обширной Площадью Западной Стены, покрывающей 20 000 квадратных метров.
После перехода под контроль Израиля в 1967 году восточной части Иерусалима сложились и получили широкое распространение традиции, связанные с Западной стеной. Новая площадь используется для богослужений и публичных собраний. Здесь многие мальчики, достигшие 13-летнего возраста (Бар-мицва), впервые вызываются к чтению Торы; приносят присягу новобранцы отборных боевых частей, только что обретшие полноценный статус в Армии Обороны Израиля; проводятся торжественные церемонии в День независимости Израиля. Размещённые здесь активисты Хабада регулярно пропагандируют Кампанию Тфилин. Десятки тысяч евреев стекаются к Стене в еврейские праздники — в особенности в пост Тиша Б’Ав, отмечающий разрушение Храма (в 2007 г. собралось более 100 000 человек), и в День Иерусалима, в который празднуется переход под контроль Израиля восточной части Иерусалима и переход Стены в руки евреев.

#### Арка Робинсона
Арка Робинсона у южного конца Западной Стены, наряду с чередой сводов, когда-то поддерживала ступени, восходившие с улицы к Храмовой Горе. Поскольку она не подпадает под прямой контроль Раввина Стены или Министерства по делам религий, эта площадка открыта для религиозных групп, проводящих богослужения, которые не были бы одобрены Раввином или Министерством в случае их проведения в основных молитвенных зонах для мужчин и женщин напротив Стены.
Потребность в такой площадке стала очевидной, когда в 1989 г., после серии атак со стороны Харедим, активисты, принадлежащие к группе, называемой Женщины Стены, обратились с петицией о закреплении права женщин молиться у Стены без ограничений. В конечном счёте в 2003 г. Верховный Суд Израиля запретил всем без исключения женщинам публичное чтение из Торы или ношение традиционных молитвенных платков на самой площади, однако дал израильскому правительству указание подготовить пространство Арки Робинсона для проведения таких мероприятий. Площадка была открыта в августе 2004 и с тех пор является местом проведения служб Реформистских и Консервативных групп, равно как и служб, проводимых Женщинами Стены.
В ноябре 2010 г. правительство утвердило программу благоустройства доступа к этой территории и её инфраструктуры стоимостью 23 миллиона долларов.
На расположенном под Аркой Робинсона Камне Исайи вырезана цитата из Исайи 66:14 на иврите: וראיתם ושש לבכם ועצמותיכם כדשא תפרחנה («И увидите это, и возрадуется сердце ваше, и кости ваши расцветут, как молодая зелень»).

#### Арка Уилсона
В 2005 г. Фонд наследия Западной Стены инициировал крупный проект по реконструкции под руководством Раввина Стены Шмуэля Рабиновича. Его целью было реконструировать и восстановить территорию внутри Арки Уилсона, крытой зоны слева от молящихся (если стоять лицом к Стене на открытой площади для молитв), дабы облегчить доступ для посещения и молитвы.
Восстановительные работы в мужском секторе включали в себя Ковчег Торы, который может вместить около 100 свитков Торы — помимо новых книжных полок, библиотеки, обогрева в зимнее время и кондиционирования в летнее. Также была построена новая комната для писцов, которые оберегают свитки Торы, используемые у Стены, и ухаживают за ними. Новая структура включила также женский сектор, расположенный сверху над мужской молитвенной зоной так, чтобы женщины могли пользоваться этим отдельным пространством, дабы впервые «принимать участие в службах, проводимых внутри под Аркой».
25 июля 2010 г. внутри молитвенного зала на территории Арки Уилсона был установлен Нер Тамид, масляный «вечный светильник» — первый вечный светильник, установленный в зоне Западной Стены. Согласно Фонду Наследия Западной Стены, в течение многих лет звучали требования «поместить в молитвенном зале Площади Западной Стены светильник с оливковым маслом, как то принято в еврейских синагогах, дабы он символизировал менору Иерусалимского Храма, равно как и огонь, непрерывно горящий на алтаре возжигаемых жертв перед Храмом» — в особенности в месте, находящемся ближе всех к этому древнему пламени.
С момента реконструкции было проведено много специальных церемоний богослужения. Все они выиграли от наличия крыши, контроля температуры и возросшей безопасности. Однако, помимо более недавних программ, одно событие произошло раньше — в сентябре 1983 г., ещё до современного обновления. В тот день капеллану Шестого флота США Рабби Арнольду Резникову было разрешено провести необычную кросс-конфессиональную службу — первую кросс-конфессиональную службу, когда либо проведённую возле Стены за то время, что она находилась под контролем Израиля, — во время которой мужчины и женщины сидели вместе. Десятиминутная служба включала в себя Священническое Благословение, произнесённое Резниковым, который является Коэном. Присутствовал представитель Министерства Религий, сказавший в ответ на вопросы прессы, что служба была разрешена в качестве составляющей специального приветствия Шестому флоту США.

#### Раввины Стены
После Арабо-Израильской войны 1967 г. Рабби Иегуда Меир Гец был именован блюстителем проводимых у Стены мероприятий. После смерти Рабби Геца в 1995 г. на должность был назначен Рабби Шмуэль Рабинович.

## Значение виудаизме
В иудаизме Западная Стена почитается как единственное, что осталось от Святого Храма; она является для евреев самым святым местом и объектом паломничества. Из разрешённых и доступных для посещения мест Стена расположена ближе всех к самой святой для иудаизма точке, а именно Краеугольному Камню (Эвен хаШетия), находящемуся на Храмовой горе. (Согласно одному раввиническому мнению, евреи не могут ступить на Храмовую гору, каковой поступок является грехом, наказуемым Каретом.) Почти все историки, археологи и некоторые раввинические авторитеты считают, что камень, выходящий на поверхность внутри Купола Скалы, и есть Краеугольный Камень. Вместе с тем, некоторые раввины говорят, что он расположен прямо напротив открытой части Западной Стены, возле фонтана Эль-кас. Эта точка была местом расположения Святая Святых в дни существования Храма.
Еврейские мидрашные тексты, скомпилированные в поздней античности, описывают западную стену Храма, которая «никогда не будет разрушена». Некоторые учёные придерживались того мнения, что в этих текстах речь идёт о стене самого Храма, которого к тому времени давно уже не существовало. Другие считали, что тогда стена ещё стояла и была на самом деле выжившей стеной храмового двора. Сегодня, однако, нет сомнений в том, что под стеной понимается западная поддерживающая стена Храмовой Горы, и Мидраш имеет в виду Храм в его широком понимании — то есть, Храмовую гору. Еврейские источники учат, что когда римский император Веспасиан приказал разрушить Храм, он велел Пангару, герцогу Аравийскому, разрушить Западную Стену. Однако Пангар не смог её разрушить, ибо Творец поклялся, что эта часть стены никогда не будет разрушена. Будучи спрошен Титом о том, почему он её не разрушил, Пангар ответил, что она будет стоять как напоминание о совершённом Титом завоевании (после чего был должным образом казнён).
В еврейских источниках, включая Зогар, написано, что на Западной Стене покоится Шхина. Мидраш (Бэмидбар Рабба 11, 2) цитирует учёного IV века: «Рав Аха сказал, что Божественное Присутствие никогда не удалялось от Западной Стены». Учёный XVIII века Йонатан Эйбешюц пишет, что «после разрушения Храма, Бог прекратил Своё Присутствие в Своём святилище и перенёс его на Западную Стену, где оно пребывает в своей святости и чести». Сказано, что великие еврейские мудрецы, включая Ицхака Лурию и Радваза, испытали возле Стены откровение Шхины. В традиции существует утверждение о том, что, когда сквозь камни Стены просачивается вода, это сигнализирует о приближении Мессии.
В прошлом каждый Шаббат у входа к Стене можно было найти сидящих женщин, держащих благовонные растения и приправы, с тем чтобы дать молящимся возможность произнести дополнительные благословения. В жаркую погоду они предлагали холодную воду. Женщины также часто бросали жребий на привилегию подметать и мыть проход у подножия Стены.
Обсуждая значимость молитвы у Стены, Рабби Цви Хирш Кайдановер касается мистического аспекта ивритского слова «котель». Он цитирует Зогар, в котором написано, что слово «котель», означающее «стена», состоит из двух частей: «Ко», числовое значение которой совпадает с числовым значением имени Бога, и «Тель», что значит «гора» — что относится к Храму и его Западной Стене.

### Святость Стены
Между еврейскими кодификаторами ведётся много споров относительно того, разрешено ли вкладывать пальцы внутрь расщелин в Стене. Те, кто предостерегает от таких действий, утверждают, что Стена на всём протяжении являет собой часть самой Храмовой Горы, и посему обладает святостью. Другие считают, что Стена расположена вне описанных границ местоположения Храма, по каковой причине о помещении пальцев в трещины можно не переживать. В прошлом посетители, следуя различным стихам Писания, забивали в расщелины гвозди и рисовали на Стене свои ивритские имена. Эта практика была прекращена после того, как раввины пришли к единодушному мнению, что такие поступки компрометируют святость Стены. Существовала также другая практика, состоявшая в том, что паломники либо те, кто намеревался ехать за рубеж, выламывали кусочек из Стены, — либо собирали некоторое количество песка, находившегося между её щелями, — на память или в качестве талисмана на удачу. В конце XIX века был поднят вопрос о том, разрешено ли это, и в 1898 г. в иерусалимской газете Хавацелет появились обширные респонсы. Они завершились тем, что, даже если согласно иудейскому закону это разрешено, таким традициям должен быть положен конец, ибо они являют собой осквернение. Более недавнее предписание в Ялкут Йосеф налагает запрет на извлечение из Стены маленьких кусочков камня или пыли — хотя для амулетов разрешено брать прутики из растущей в Стене растительности, ибо они не содержат святости.
Чистка камней также представляет собой проблему с галахической точки зрения. Богохульное граффити, однажды нанесённое туристом при помощи спрея, оставалось на виду в течение нескольких месяцев до тех пор, пока оно не начало осыпаться. Многие современные поским указывают, что зона перед Стеной имеет статус синагоги и к ней надлежит относиться с должным уважением. Соответственно, от мужчин и замужних женщин ожидается, что, приближаясь к Стене, они будут покрывать голову и будут одеты подобающим образом. Традиция требует, чтобы, удаляясь от Стены, уходящий двигался спиной вперёд. По субботам в этой зоне запрещено появляться с электронными приборами, — включая фотокамеры, — которые нарушают святость Шаббата.
Когда-то существовала старая традиция, подходя к Стене, снимать обувь. В относящемся к XVII в. собрании специальных молитв, которые надлежит произносить в святых местах, упоминается, что «подходящий к Западной Стене должен снять свою обувь, поклониться и прочесть…». Рабби Мозес Райхер писал, что «хорошей и достойной похвалы традицией является приближаться к Западной Стене в белых одеяниях, после омовения, становиться на колени и простирать себя в преклонении и читать „Сие есть не что иное, как Дом Божий, и здесь врата Рая“. Оказавшись на расстоянии четырёх кубитов от Стены, надлежит снять свою обувь». По прошествии многих лет традиция стоять перед стеной с босыми ногами потеряла своё значение — не нужно снимать обувь, стоя у Стены, поскольку зона площади находится вне священных пределов Храмовой Горы.

### Молитва у Стены
Возле Западной Стены можно найти молящихся в любое время суток; Стена привлекает евреев как из самого Израиля, так и из стран диаспоры. Религиозные евреи всего мира молятся в сторону Западной Стены.
Мудрецы утверждают, что «любой, кто молится в Иерусалиме на этом месте — это как если бы он молился пред Троном Славы, ибо здесь расположены врата рая, открытые, дабы слышать все молитвы». Еврейский закон предписывает, что, когда евреи произносят Амиду, они должны стоять лицом к мизраху, в направлении Иерусалима, Храма и, в конечном счёте, Святая Святых, ибо вся Божья щедрость и благословение истекают из этого места. Согласно Мишне, из всех четырёх стен Храмовой Горы Западная стена была ближе всех к Святая Святых и, следовательно, молитва у Стены приносит особую пользу. Рабби Яаков Эттлингер пишет: «поскольку врата рая расположены возле Западной Стены, понятно, что там поднимается ввысь вся молитва Израиля … как сказал один из великих древних каббалистов Рабби Иосеф Джикатилла, когда евреи шлют свои молитвы из Диаспоры в направлении Иерусалима, то оттуда эти молитвы восходят посредством Западной Стены». (Согласно учению Каббалы, все молитвы возносятся в Рай через Храмовую Гору, к которой примыкает Западная Стена.) Хорошо известная сегула отыскания спутника жизни — молиться возле Западной Стены на протяжении 40 дней. Родоначальником этой практики, очевидно, был Рабби Исроел Яаков Фишер.
Согласно некоторым источникам, ко времени Поздней Античности предпочитаемое место еврейской молитвы в Иерусалиме находилось на Масличной горе, и лишь к концу Средних веков евреи постепенно стали собираться для своих молитв не в этом месте, а у Западной Стены, получив на то разрешение от властей вакфа. Действительно, большинство историков считает, что Западная Стена стала популярной молитвенной зоной лишь после оттоманского завоевания Иерусалима в 1517 г. Существуют, однако, засвидетельствованные прецеденты использования Стены в качестве места молитвы до оттоманского периода. Известно несколько еврейских авторов X и XI веков — например, Аарон бен Меир, Самуэль бен Палтиель, Соломон бен Иуда и другие — которые пишут о том, что евреи обращаются к Западной Стене в религиозных целях; Свиток Ахимааца, — исторический документ, написанный в 1050 г. н. э., — отчётливо описывает Западную Стену как место молитвы для евреев.
Около 1167 г., в период поздних Крестовых походов, Вениамин Тудельский писал, что «Перед этим местом стоит Западная Стена, которая есть одна из стен Святая Святых. Её называют Вратами Милосердия, и к месту сему все евреи приходят молиться перед Стеной в открытом дворе». В 1334 г. еврейский путешественник Исаак Чело писал: «Западная Стена есть та, что стоит перед храмом Омара ибн аль Хаттаба, и которую называют Вратами Милосердия. Евреи припадают к месту сему для произнесения своих молитв, как о том уже сказано Рабби Бенджамином. Ныне эта стена есть одно из семи чудес Святого Города». В 1625 г. учёным, чьё имя не сохранилось, впервые упомянуты «организованные молитвы» у Стены. В дни народных волнений и бедствий к Стене приносили Свитки Закона, как о том свидетельствуется в описании, составленном Рабби Гедальей из Семитизи, отправившимся в Иерусалим в 1699 году.
Тексты различных путешественников в Святую Землю, в особенности в XVIII и XIX вв., повествуют о том, как Стена и прилегающая к ней территория по-прежнему оставались для евреев местом поклонения. Исаак Яхуда, выдающийся член сефардского сообщества в Иерусалиме, вспоминал, что мужчины и женщины регулярно собирались в круг возле Стены, чтобы послушать проповеди, произносимые на ладино. Его прабабушка, прибывшая в Палестину в 1841 г., «приходила к Западной Стене вечером каждой пятницы, зимой и летом, и стояла там вплоть до поры зажигания свечей, читая всю Книгу Псалмов и Песнь Песней … она часами просиживала там в одиночестве».
Евреев часто можно видеть часами сидящими на Месте Плача, согбенными в горестной медитации над историей их расы, и многократно повторяющими слова Семьдесят девятого Псалма. В особенности по пятницам евреи обоих полов, всех возрастов и изо всех стран, в больших количествах собираются целовать священные камни и стенать вне пределов, перейти которые они не могут.
Каф Хахаим описывает, как, идя молиться у Западной Стены, Ашкеназим и Сефардим проходили обычно по улицам и рынкам Старого города, надев свои талит и тфилин.
На протяжении веков Стена является тем местом, на котором евреи собираются, чтобы выразить благодарность Богу или помолиться о милости Всевышнего. По получении известия о высадке в Нормандии 6 июня 1944 г. тысячи евреев пришли к Стене, чтобы вознести молитвы об «успехе Вооружённых сил Его Величества и союзников в освобождении всей оккупированной врагом территории». 13 октября 1994 г. 50 000 человек собрались для молитвы о благополучном возвращении похищенного солдата Нахшона Вахсмана. 10 августа 2005 г. у Стены состоялось массовое молитвенное собрание; оценки количества протестующих против Израильского плана одностороннего размежевания варьировали от 50 до 250 тысяч человек. В течение месяца Тишрей 2009 г. это место посетили рекордные 1,5 миллиона человек.

### Оплакивание разрушения Храма
Уже в первые века после разрушения Иерусалимского храма Стена стала местом молитвы, где евреи оплакивают разрушение Храма и молят Бога о возрождении народа Израиля в его стране, местом, символизирующим былое величие Израиля и упование на его будущее. Ежегодно на Тиша Б’Ав большие толпы собираются у Стены в память о разрушении Храма; в 2007 г. собралось более 100 000 человек.
Согласно еврейскому Закону, при посещении Западной Стены и созерцании опустошённого места расположения Храма верующий обязан горевать и надрывать свои одежды. Бах (XVII в.) явным образом упоминает «Котель ха-Ма’арив», разъясняя, каким образом человек мог столкнуться с руинами Храма прежде руин Иерусалима. В настоящее время некоторые учёные придерживаются того взгляда, что надрывание одежд не соответствует ситуации, поскольку Иерусалим находится во власти евреев. Другие возражают, указывая, что сама Храмовая Гора до сих пор контролируется мусульманским вакфом, и государство Израиль не вправе удалить стоящие на ней мечети. Более того, само существование мечетей на месте расположения Храма должно усиливать испытываемое верующим ощущение бедствия. Если верующий не видел Стены в течение последних 30 дней, то, чтобы избежать надрывания рубашки, он обычно посещает её в Шабат (включая вторую половину дня пятницы и вечер субботы, если он одет в субботний наряд) или в праздники. При этом он должен прочесть:

«Наш Святой Храм, который был наша слава, в котором наши праотцы восхваляли Тебя, был сожжён, и всё радовавшее нас было уничтожено.»
Бах цитирует Ликутим, который требует, чтобы, "когда некто видит Врата Милости, которые находятся в Западной Стене, которая есть стена, построенная царём Давидом, то он должен прочесть:

«Погрузились в землю её врата; уничтожил и разбил её засовы; её царь и вельможи среди народов без Торы, и пророки её не обретают видений от господа» — Эйха 2:9

### Молитвенные записки
Практика помещения листков бумаги, содержащих написанные на них молитвы Богу, в трещины и щели в Западной Стене, началась более 300 лет назад. Самое раннее описание этой практики датируется началом XVIII в. Оно сделано Мункачер Ребе и записано в Сефер Та’амеи Ха-минхагим У’мекореи Ха-диним. Рассказ связан с великим еврейским мудрецом и знатоком Каббалы марокканским Рабби Хаимом бен Атаром (Ор аХаим). Некий человек пришёл к нему в большом беспокойстве, после того как обнищал настолько, что ему не на что стало покупать еду для своей семьи. Ор аХаим написал для него ашурским письмом амулет на пергаменте и велел поместить его между камнями Западной Стены. В книге «Падэ Авраам» рассказывают другую историю с участием ученика Ор аХаим, который планировал эмигрировать из Марокко в Иерусалим. Ор аХаим велел ему по прибытии поместить в Стену записку. Ученик, позже ставший мудрецом, известным под именем Хида, связал свой личный успех с этой запиской, гласившей: «Дорогой Бог, пожалуйста, позволь моему ученику Азулаю обрести успех в Израиле».
Сейчас между камней Западной Стены ежегодно вкладывается более миллиона записок, что стало традицией не только для туристов со всего мира, но и для знаменитостей высокого уровня, посещающих Израиль из-за рубежа. Записки пишутся почти на всех без исключения языках и во всех форматах. Их длина варьирует от нескольких слов до очень длинных обращений. На них пишут просьбы о ниспослании здоровья, достатка, спасения и удачи; они включают в себя стихи и цитаты из Библии. Они написаны разнообразными чернилами на самой разнообразной бумаге, включая цветную бумагу, тетрадные листки и даже обёртки от жевательной резинки.
В другой книге «Меа Шеарим» указывается на важность этого обычая, так как упоминание имени человека к добру на Святых местах имеет особую силу. Согласно учению мудрецов, главный аспект молитвы — это работа, которую человек делает в сердце. Таким образом, в момент написания молитвы просьба уже сказана. Последующее упоминание имени человека и его просьбы у Стены Плача способствует лучшему и скорейшему принятию молитвы.
Самыми очевидными участками, на которых вкладываются записки, являются трещины в Западной Стене в открытом районе площади, в пределах достижимой высоты. Другие записки вкладываются на внутренней части. Во время экскурсий по Туннелю Западной Стены посетители могут вложить записки в другие части Стены, доступные только для экскурсантов.
Миллионы паломников и туристов со всего мира ежегодно прибывают в Иерусалим, для того чтобы увидеть Стену Плача и оставить записку с просьбой к Всевышнему между её камнями. Рабби Западной Стены Шмуэль Рабинович ежегодно получает сотни писем, адресованных «Иерусалим, Богу»; он сворачивает эти письма и также вкладывает их в Стену. Онлайновые сервисы предлагают просителям возможность послать свои записки для Западной Стены посредством электронной почты, факса, текстовых сообщений и Интернета; посланная таким образом записка затем распечатывается и вкладывается в Стену. Такую факсовую службу организовала Израильская телефонная компания, равно как и большое количество благотворительных веб-сайтов.
На основании херема Рабейну Гершома, запрещающего чтение чужих писем, еврею галахически запрещено чтение записки, которая была вложена в Западную Стену.
Согласно иудейскому закону, молитвенные записки не могут быть выброшены; существуют различные мнения относительно того, должно ли их сжигать или хоронить. Согласно Рабби Шмуэлю Рабиновичу, Рабби Западной Стены и автору Минхагеи ХаКотель — книги галахот, относящихся к Западной Стене, — сжигание есть «чистый» способ обращения с записками, однако хоронить их более почётно. Дважды в год Рабби Рабинович и его помощники собирают оставленные в Стене записки и хоронят их на еврейском кладбище на Масличной горе.
Традиция оставлять послания Богу в Западной Стене воспринята также христианскими пилигримами и представителями других вероисповеданий. В число иностранных государственных деятелей, публично вложивших квитель в Западную Стену, входят Папа Иоанн Павел II (2000), Сенатор США Хиллари Родэм Клинтон (2005) и Папа Бенедикт XVI (2009), который обнародовал содержание своей записки для прессы.
В июле 2008 г. кандидат в Президенты США Барак Обама вложил в стену записку с молитвой. После того как Обама и его окружение удалились, его записка — написанная на листочке из отеля — была вынута из Стены студентом семинарии, который продал её газете Маарив. Газета опубликовала записку, вызвав со стороны других новостных изданий и Рабби Западной Стены волну критики в связи с нарушением конфиденциальности, неотделимо свойственной вложенным в Стену запискам.

## Взгляды и противоречия

### Христианские
Некоторые учёные[кто?] считают, что, когда в IV веке Иерусалим перешёл под власть христиан, произошёл целенаправленный «перенос» почитания, — в терминах святости, — от Храмовой Горы и Западной Стены в пользу Храма Гроба Господня, в то время как участки вокруг Храмовой Горы стали местом свалки мусора для христиан. Однако поступки многих современных христианских лидеров, включая Папу Иоанна Павла II и Папу Бенедикта XVI, которые посетили Стену и даже оставили в её расщелинах молитвенные записки, для многих христиан символизировали возрождение уважения и даже почитания в отношении этого древнего религиозного объекта.
Некоторые[кто?] крайние Христианские Сионисты идут дальше, утверждая, что для того, чтобы заложить основу для Второго Пришествия, необходимо в том числе восстановить Третий Храм. Маленькая группа экстремистов даже выступает за разрушение мусульманского Купола Скалы, дабы ускорить сооружение нового Храма.

### Мусульманские
Отрицание права евреев на Стену плача восходит к началу Арабо-израильского конфликта. Вплоть до 1920-х гг. мусульманским названием Стены было «Эль-Мабка» — «место плача»; в 20-е годы, по мере роста арабо-еврейских трений по поводу прав на стену, арабы начали именовать её Стеной Аль-Бурак. В 1930-х муфтий Иерусалима Хадж Амин аль-Хусейни выступил с утверждением о том, что Иерусалим — «третья святыня ислама».
Мусульманское утверждение, что участок Стены является дарованием исламу, основывается на двух обстоятельствах. Первым является параллель со Стеной в Исре и Мирадже: некоторые источники определяют Западную Стену, как то место, возле которого исламский пророк Мухаммад привязал своего чудесного крылатого коня Бурака. Это предание впервые упоминается в манускрипте Ибн Фуркаха (1328), в котором утверждается, что Бурак был привязан за Баб аль-Наб — старое название ворот, расположенных в юго-западной стене Харам аль-Шариф, на том самом месте, которое ныне известно как Аль-Бурак. Другие источники, упоминавшие это предание, датируются XIX веком и включают в себя рассуждение 1840 г., содержащее отказ евреям в праве замостить участок перед Стеной, и карту Иерусалима, составленную Уилсоном (1865), на которой область вокруг Стены Плача называется Хош аль-Бурак.
Вторым обстоятельством является утверждение, что Стена является собственностью Вакфа и частью Благородного Святилища.
В декабре 1973 г. король Саудовской Аравии Фейсал заявил, что «Лишь у мусульман и христиан имеются святые места и права в Иерусалиме». У евреев, по его утверждению, там нет вообще никаких прав. Касательно Западной Стены он сказал следующее: «Для них можно построить другую стену. Они могут молиться возле неё».
Египетский Министр Вакфов Махмуд Хамди Закзук утверждал, что Западная Стена — это не еврейское святое место. Другой высокопоставленный египетский мусульманский авторитет, муфтий Наср Фрадид Вассел, издал указ, гласящий, что Западная Стена навечно останется дарованием исламу, объяснив это тем, что она является частью западной стены мечети Аль-Акса. Он добавил, что Стена будет принадлежать мусульманам всего мира «до конца света» и что мусульманам религией запрещено называть Стену Бурака Стеной Плача.

### Палестинские
В эфире радио «Голос Палестины» 10 октября 1996 года (уже после подписания Соглашений в Осло) Ясир Арафат сказал: «Давайте начнём со святой Стены Бурак — именно так она называется, а не Стеной Плача». Назначенный Арафатом муфтий Иерусалима шейх Икрима Саид Сабри считал, что Стена принадлежит исключительно мусульманам; согласно его заявлению, «такой вещи, как Стена Плача, не существует», и это лишь «часть мечети аль-Акса». В 2000 г. он сообщил, что «Ни один камень из стены Аль-Бурак не имеет какого бы то ни было отношения к иудаизму. Евреи начали молиться возле этой стены лишь в девятнадцатом веке, когда начали развиваться их (национальные) устремления». Годом позже он заявил:
«В Стене Плача нет ни единого камня, который имел бы отношение к еврейской истории. Евреи не могут законным образом претендовать на эту стену, ни религиозно, ни исторически. Комитет Лиги Наций в 1930 г. рекомендовал разрешить евреям молиться здесь, чтобы они вели себя спокойно. Но он никоим образом не признал, что стена принадлежит им.»— интервью германскому журналу Die Welt, 17 января 2001
С подобными заявлениями выступали лидер Северного крыла «Исламского Движения в Израиле» шейх Раад Салах и советник председателя ПНА Махмуда Аббаса по делам Иерусалима Аднан Хусейни.
Раад Салах:

«Западная Стена — все её разнообразные части, структуры и ворота — являются неотделимой составляющей комплекса аль-Акса… Западная Стена — это часть западной башни аль-Акса, которую израильский истеблишмент лживо и подло называет „Стеной Плача“. Стена — это часть священной мечети аль-Акса.»
Аднан Хусейни:

«Стена Плача является неотъемлемой частью комплекса мечети Аль-Акса, которую „поддерживает“, и носит статус „вакф“, поэтому палестинцы не собираются поступиться правами и на эту святыню.»
В ноябре 2010 года вспыхнул скандал, связанный с опубликованием Министерством Информации ПНА официального документа, — «исследования Аль-Мутауакил Таха», заместителя министра информации в правительстве ПНА, — отрицавшего права евреев на Стену. В исследовании утверждалось, что «Стена Аль-Бурак на самом деле является западной стеной Мечети Аль-Акса» и что евреи начали использовать это место для богослужений лишь после выхода в 1917 г. Декларации Бальфура, а также что «евреи не имеют исторических связей со Стеной Плача — священной собственностью мусульман».
Пресс-секретарь правительства Израиля Марк Регев назвал данное «исследование», отрицающее историческую связь евреев с Иерусалимом, подстрекательством. Администрация Обамы «решительно осудила претензию палестинских официальных деятелей о том, что Западная Стена в старом Городе не имеет религиозного значения для евреев и в действительности является мусульманской собственностью». Пресс-секретарь государственного департамента США Филипп Кроули заявил:

«Мы категорически отвергаем эти заявления как противоречащие фактам, бесчувственные и крайне провокационные»
и подчеркнул, что

« … США неоднократно призывали руководство ПНА начать борьбу с попытками делегитимации Израиля, в том числе — с непризнанием исторических связей евреев с Землёй Израиля».
После столь серьёзных заявлений руководство ПНА решило убрать со своего официального сайта результаты «так называемого „исследования“».
Ицхак Рейтер пишет, что «Исламизация и де-иудаизация Западной Стены — периодически повторяющийся мотив в публикациях и публичных заявлениях глав исламского движения в Израиле».

### Еврейские
Большинство евреев — религиозных и светских — считают Стену важным объектом иудаизма. Есть, однако, и среди ультраортодоксов те, кто воздерживается от посещения Стены. Самыми заметными являются приверженцы Сатмарского хасидского двора, придерживающиеся взглядов, которые отстаивал Рабби Йоэль Тейтельбаум. По их представлениям, правительство Израиля превратило Стену плача в место туризма, что унижает святость этого места.

### Израильские
«До этого (выступления Хаджа Амина эль-Хуссейни) арабские историки и учёные ссылались на Иерусалим и, прежде всего, Храмовую гору, как исключительно еврейскую святыню. Так, в XIII веке арабский историк Якут аль-Хамави писал: „Мекка — святой город для мусульман; Иерусалим — святой город евреев“».
В своей книге «Войны за святые места» Шмуэль Берковиц указывает, что мусульмане стали присваивать Западной Стене статус святости лишь в течение последних 100 лет. Он делает это предположение, исходя из того факта, что официальные путеводители, изданные Вакфом в 1914, 1965 и 1990 годах, не указывают на святость Стены, и статья «аль-Бурак» в Энциклопедии Ислама также не проводит такой связи.
Опрос, проведённый в 2007 г. Иерусалимским Институтом Изучения Израиля, показал, что 96 % израильских евреев выступают против уступки Израилем прав на Западную Стену. В речи, произнесённой в израильской ешиве Мерказ ха-Рав в День Иерусалима в 2009 г., израильский премьер-министр Биньямин Нетаньяху провозгласил:

«Флаг, реющий над Котелем — это флаг Израиля… Наши святые места, Храмовая Гора — навечно останутся под властью Израиля.»